# Il re dei falsari
Il re dei falsari (Le cave se rebiffe) è un film del 1961 diretto da Gilles Grangier.

## Trama
Una banda di improvvisati falsari parigini chiamano dal Sud America un esperto del ramo che si è ritirato, Ferdinand detto "il Grisbi", conosciuto nell'ambiente come il re dei falsari. Questi si mette al lavoro con l'aiuto del valido incisore Robert Mideau. Tuttavia, dopo aver emesso fiorini olandesi falsi per il valore di un milione di dollari, la banda stessa si trova di fronte a una truffa.

## Distribuzione
Venne distribuito in Francia dalla Compagnie Française de Distribution Cinématographique a partire dal 26 agosto 1961, mentre in Italia uscì il 28 marzo 1962 grazie alla Metro Goldwyn Mayer.

## Luoghi delle riprese
Tra i luoghi scelti per le riprese vi sono: l'Aeroporto di Parigi Orly, Bateau sur la Sein, l'ippodromo di Vincennes, l'Hotel Napoleon, situato ad Avenue de Friedland, a due passi dall'Arco di Trionfo, il locale Le Balajo in Rue de Lappe, nei pressi della statua equestre del maresciallo Ferdinand Foch nel Trocadéro, Quai de la Seine, Rue Saint-Blaise, Rue du Conseiller Collignon e Rue du Volga a Parigi; Quartier de l'Ayguade a Hyères. Le scene ambientate in Sud America vennero in realtà girate in Normandia a causa del rifiuto di Jean Gabin di allontanarsi dalla Francia.